# Derek Plug
Derek Plug (Calgary, 25 gennaio 1989) è un bobbista canadese.

## Biografia
Gareggia dal 2009 come frenatore per la squadra canadese. Esordisce in Coppa del Mondo il 3 dicembre 2011 all'avvio della stagione 2011/12 (quinto nella gara a squadre) e conquista il primo podio il 9 gennaio 2016 a Lake Placid (terzo nel bob a quattro con Justin Kripps alla guida).
Ha partecipato a tre edizioni dei campionati mondiali, ottenendo quali migliori risultati l'ottavo posto nel bob a quattro a Winterberg 2015, il diciassettesimo nel bob a due a Lake Placid 2012 ed il settimo nella competizione a squadre a Schönau am Königssee 2011.

## Palmarès

### Coppa del Mondo
- 1 podio (nel bob a quattro):
  - 1 terzo posto.